# Ecstasy (album de Lou Reed)
Pour les articles homonymes, voir Ecstasy (homonymie).
Albums de Lou Reed
Perfect Night: Live in London
(1998) American Poet
(2001)
Ecstasy est un album de Lou Reed sorti en 2000.

## Titres
Toutes les chansons sont de Lou Reed.
1. Paranoia Key of E – 4:28
2. Mystic Child – 5:02
3. Mad – 4:29
4. Ecstasy – 4:25
5. Modern Dance – 4:09
6. Tatters – 5:56
7. Future Farmers of America 3:01
8. Turning Time Around 4:22
9. White Prism – 4:00
10. Rock Minuet – 6:55
11. Baton Rouge – 4:55
12. Like a Possum – 18:03
13. Rouge – 1:01
14. Big Sky – 6:32

## Musiciens
- Lou Reed : chant, guitare, percussions (9), chœurs
- Mike Rathke : guitare
- Fernando Saunders : basse, chœurs
- Tony « Thunder » Smith : batterie, percussions, chœurs
- Don Alias : percussions (4)
- Laurie Anderson : violon électrique (9 et 13)
- Steven Bernstein : trompette, arrangements des cuivres
- Doug Wieselman : saxophones baryton et ténor
- Paul Shapiro : saxophone ténor
- Jane Scarpantoni : violoncelle